# Pirimelidae
Famille
Les Pirimelidae sont une famille de crabes. Elle comporte cinq espèces actuelles et quatre fossiles dans cinq genres dont trois fossiles. Ils étaient auparavant considérés comme des Cancroidea,.

## Liste des genres
- Pirimela Leach, 1816
- Sirpus Gordon, 1953
- †Parapirimela Van Straelen, 1937
- †Pliopirimela Van Bakel, Jagt, Fraaije & Willie, 2003
- †Trachypirimela Müller, 1974

## Référence
- Alcock, 1899 : Materials for a carcinological fauna of India. No. 4. The Brachyura Cyclometopa. Part II. A revision of the Cyclometopa with an account of the families Portunidæ, Cancridæ and Corystidæ. Journal of the Asiatic Society of Bengal, vol. 68, p. 1–104.

## Source
- De Grave & al., 2009 : A classification of living and fossil genera of decapod crustaceans. Raffles Bulletin of Zoology, 2009, vol. 21, p. 1-109 (texte original)